# 马鞍山站 (安徽省)
马鞍山站是宁铜铁路的一座车站，位于安徽省马鞍山市花山区红旗北路，隶属于中国铁路上海局集团有限公司。车站始建于1936年，后改为本名。车站距离南京站75千米，芜湖站50千米。车站办理客运业务，每日发送客流2500人次左右；货运方面，车站办理专用线整车货物发到及站内整车货物发到业务，主要发送煤炭、钢铁、焦炭、矿建类货品；此外车站还办理列车编组，区段列车摘挂业务。

## 历史

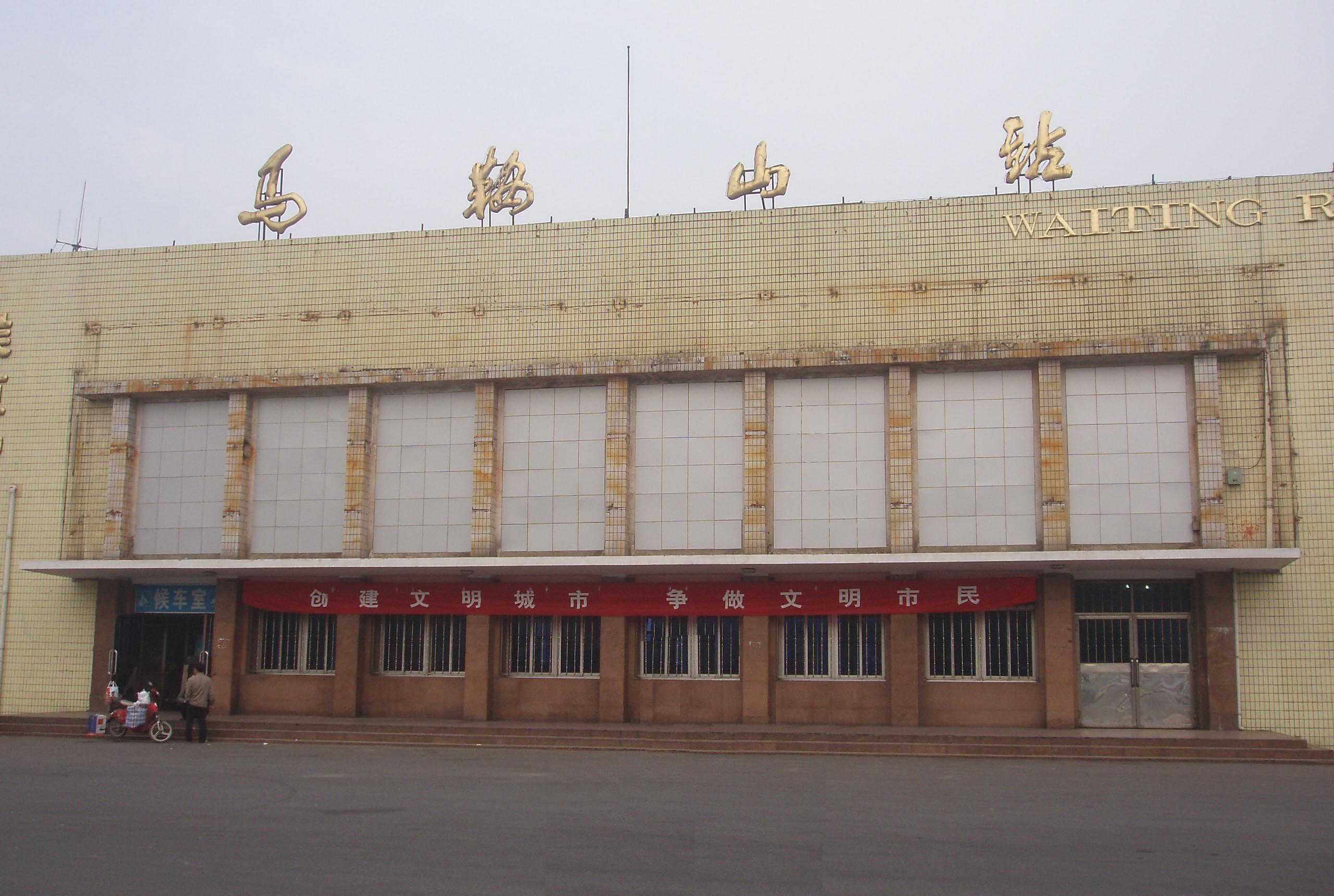
马鞍山站外观（2007年）

马鞍山站于1935年随京芜铁路建成通车，营运初期站内只有1间面积48平方米的站房和1条股道，为四等站。至1949年，车站设有面积648平方米的站房和2条股道。1951年，马鞍山站更名为金家庄站，并于1953年升格为三等站，1958年10月改回原名马鞍山站。
1957年马鞍山钢铁厂投用后，车站开始大规模扩建。1959年8月车站升级为二等站。1960年5月，车站建成北运转场，同时由本站通往马钢的马向支线开始运营。该支线于1964年移交给马钢。1970年5月，车站新站房投入使用。之后车站一直没有举行过任何大规模扩建工程。2016年底车站进行候车室翻新工程。
马鞍山站曾经为上海铁路局的直属站段，1953年时管辖江宁镇至当涂之间各站。1958年更名金家庄中心站，管辖从中华门至芜湖间13个站。同年10月，更名为马鞍山中心站。1959年8月，撤销马鞍山中心站，改为马鞍山直属站，辖慈湖站。1960年6月，马鞍山中心站更名为马鞍山铁路办事处，辖宁铜线慈湖至芜湖全线各站及向山站。1963年7月马鞍山铁路办事处撤销后，辖慈湖、采石、向山（该站1964年6月移交马钢）3站。1967年9月至1972年4月期间，中心站暂时更名为马鞍山站区革命委员会，辖慈湖至塔桥间7个站。
1978年8月，马鞍山中心站更名为马鞍山直属站，下辖马鞍山站、慈湖站、采石站3个站，客运、货运、运转3个车间以及铁路运输服务所等单位。1995年12月20日安江站建成投入使用及1996年原芜湖车务段撤销后，马鞍山直属站的管辖范围北起安江站，南至毛耳山站，全长32公里。后马鞍山直属站整体建制于1999年8月27日划归芜湖车务段，后改由芜湖东直属站管辖。

## 车站结构

### 站房
马鞍山站站房于1970年5月投入使用，面积2386平方米。站房于2016年底进行翻新工程，包括抬升候车室的吊顶、内部重新装修等。售票处面积254平方米，内设有2个人工售票窗口、1个退票窗口及5台自助取票机。候车室面积896平方米，并设有87平方米的软席候车室及卫生间一座，并有WiFi热点覆盖。

### 站场
马鞍山站为一级二场横列式结构，设有到发线5条、2座客运站台，其中1号站台面积4774平方米，2号站台2157平方米。车站货场站台面积1082平方米，货运仓库2422平方米。到发场北侧设调车线6股，交接线2股，南北牵出线各1条，配备调车内燃机车2台，其中一台担负部分外站作业。
北侧为马钢集团站场，设有交接线2条。设有编组线7条并设有简易驼峰1座的二铁北站为马钢的厂前编组站，主要负责马钢南北厂区交换车流的编组和集结作业，同时负责路局北区到达车流的分解和外发车流的集结。二铁北站北侧与马钢成品站连接。
车站站场设有通往长江矿业、中铁物资、中国十七冶材料公司、森隆物流、石溪野水泥等单位的17条专用线。车站的货运业务站主要为马钢公司服务，连接马钢集团的专用线可通往集团旗下南山矿业公司、煤焦化公司、物资公司、高炉生产等单位。
| 马钢集团 | 二铁北站、交接线          |
|          | 调车线、交接线2股、牵出线 |
|          | 宁铜铁路 货车到发线       |
|          | 宁铜铁路 货车到发线       |
| 正线     | 宁铜铁路往南京（慈湖站）  |
| 岛式站台 |                           |
| 2站台    | 宁铜铁路 列车             |
| 1站台    | 宁铜铁路 列车             |
| 侧式站台 |                           |

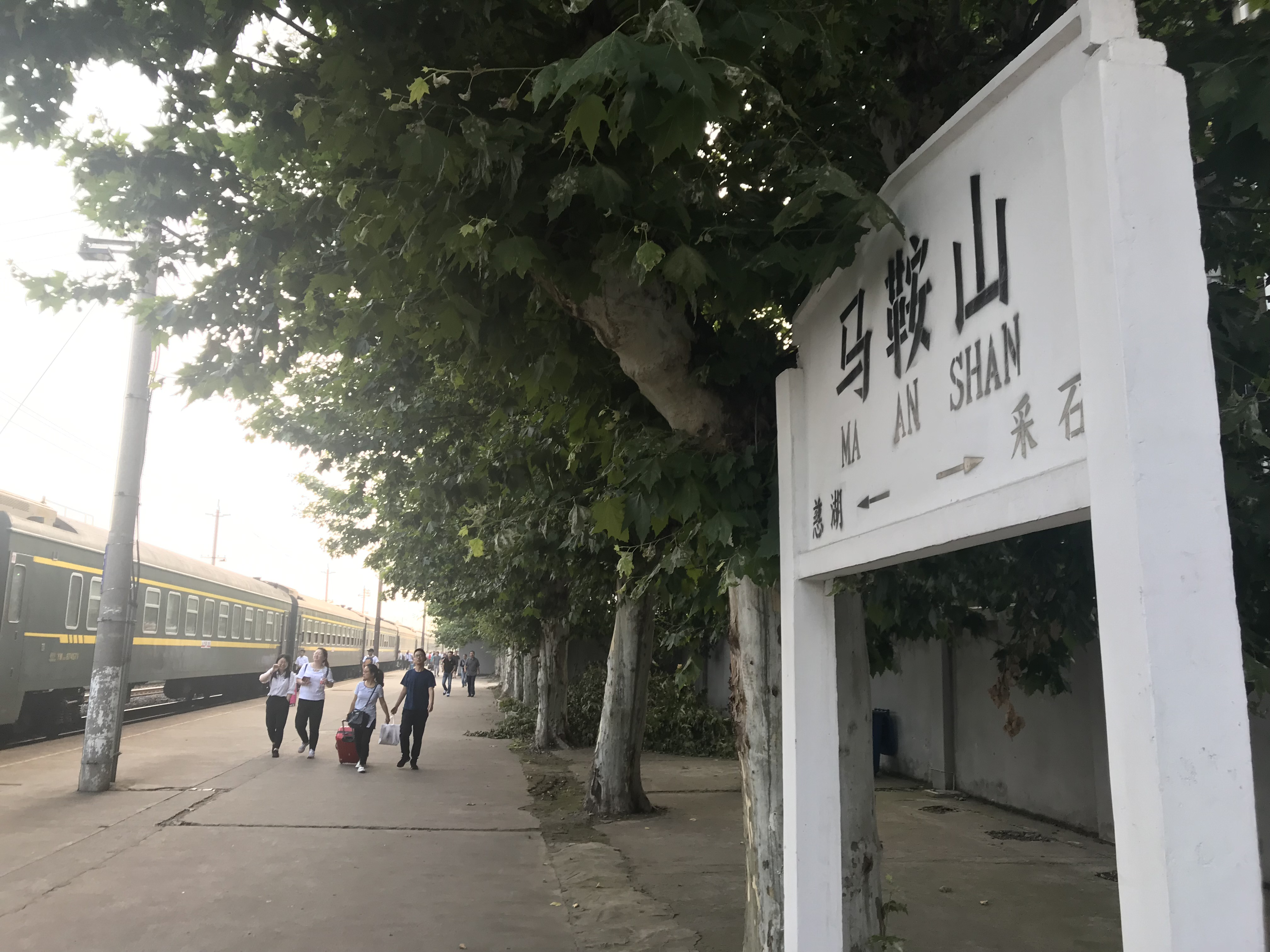
K348次列车停靠1站台
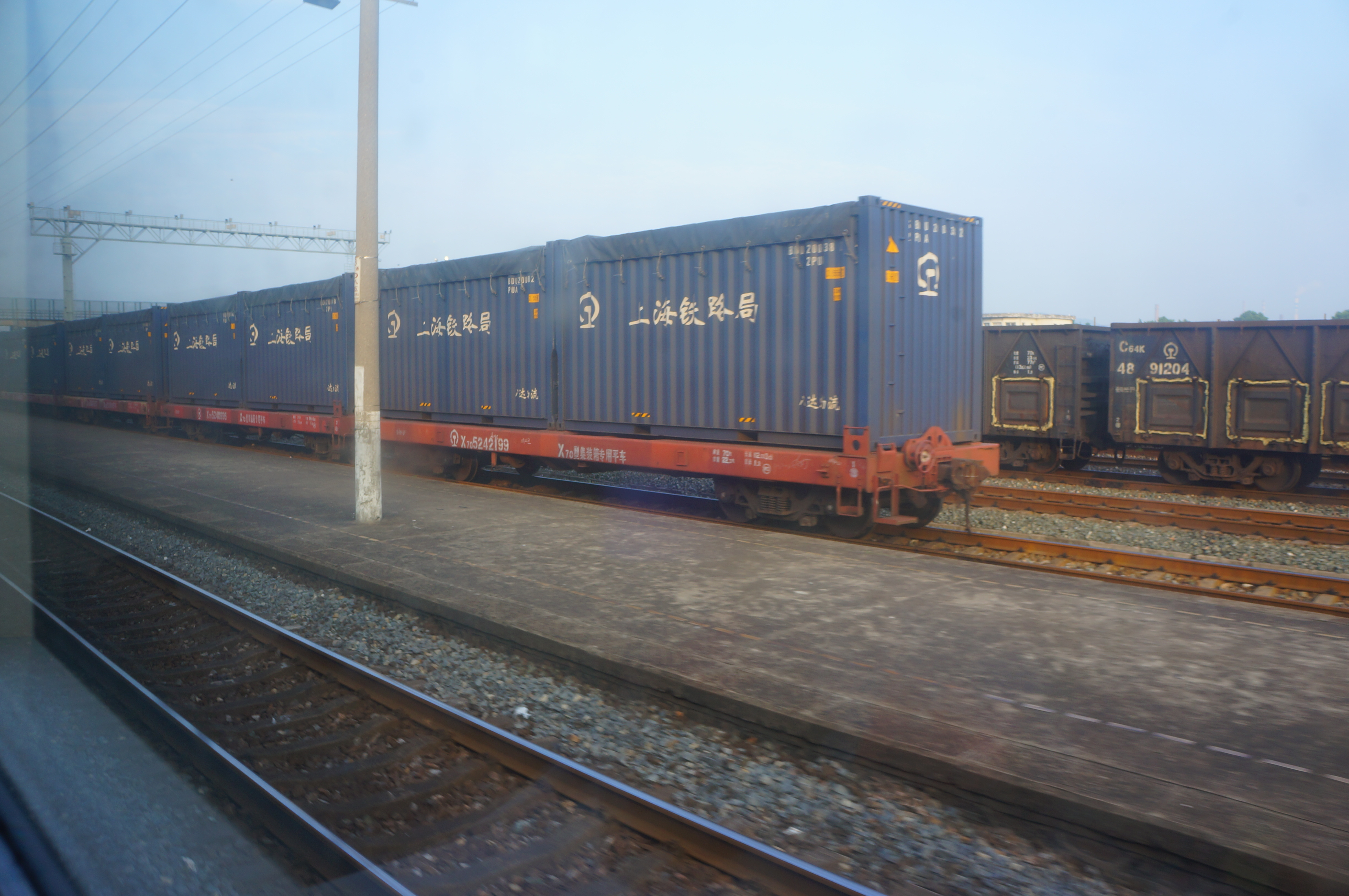
车站2、3站台
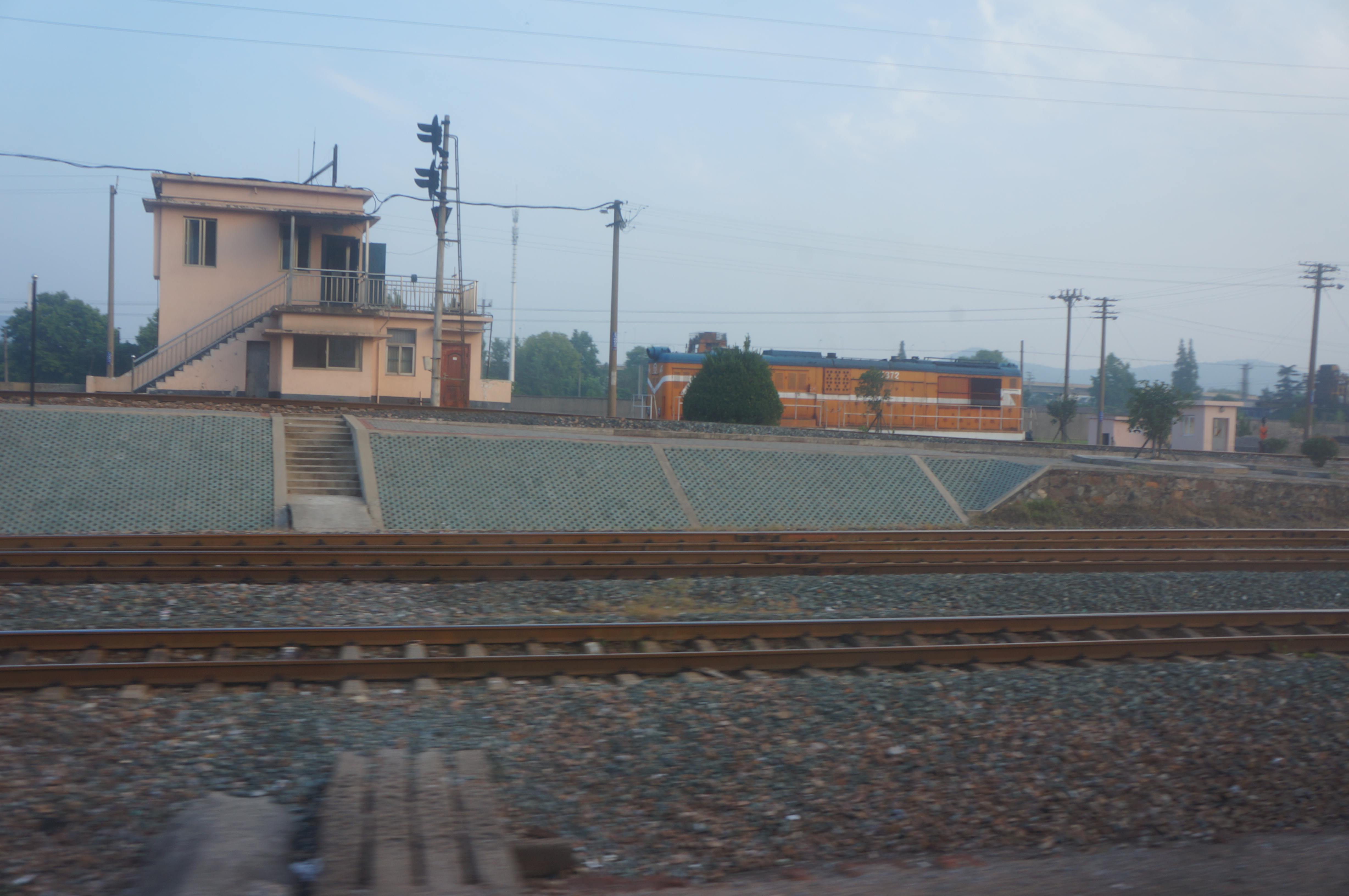
编组驼峰
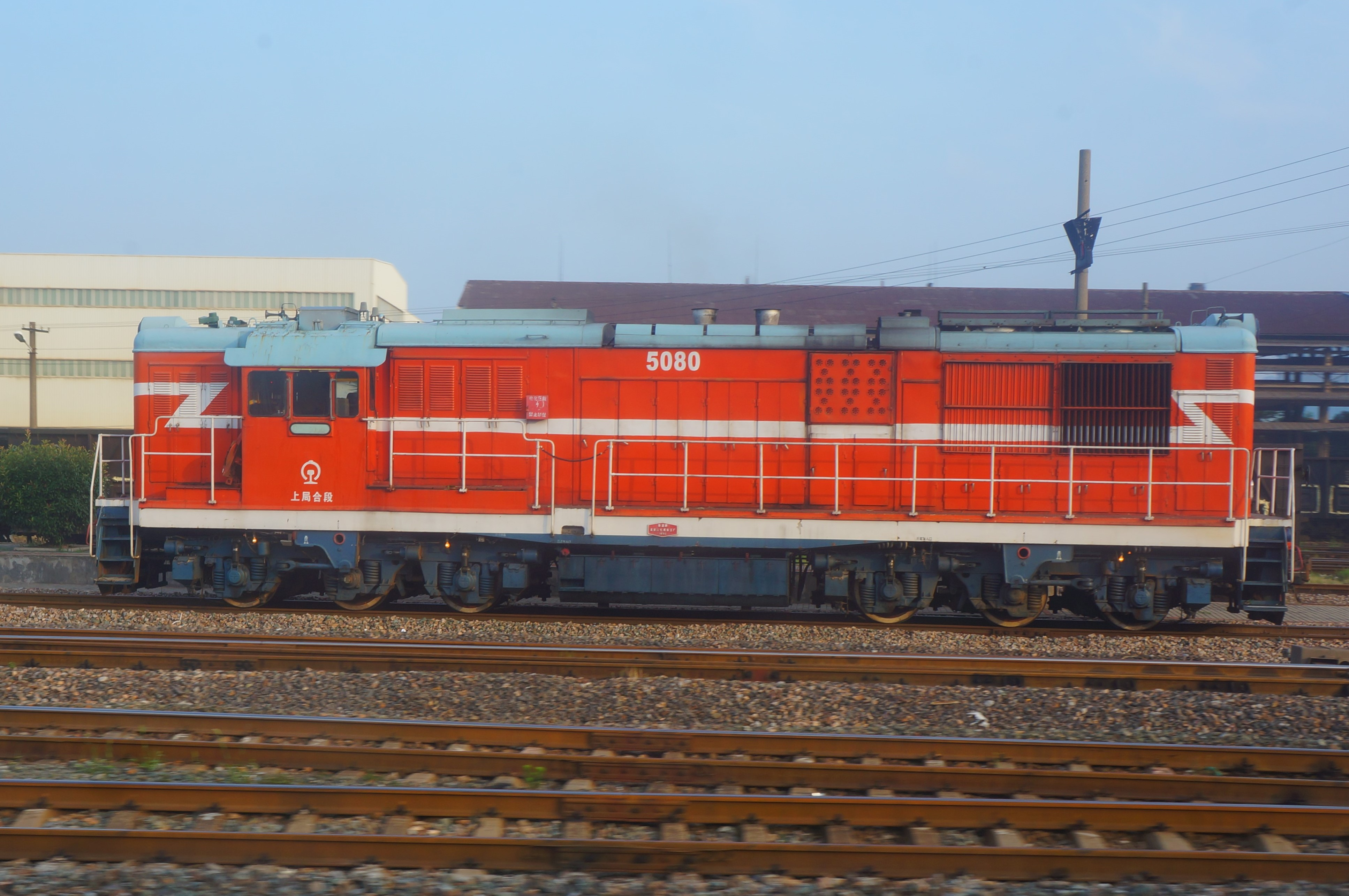
DF7C于货场内
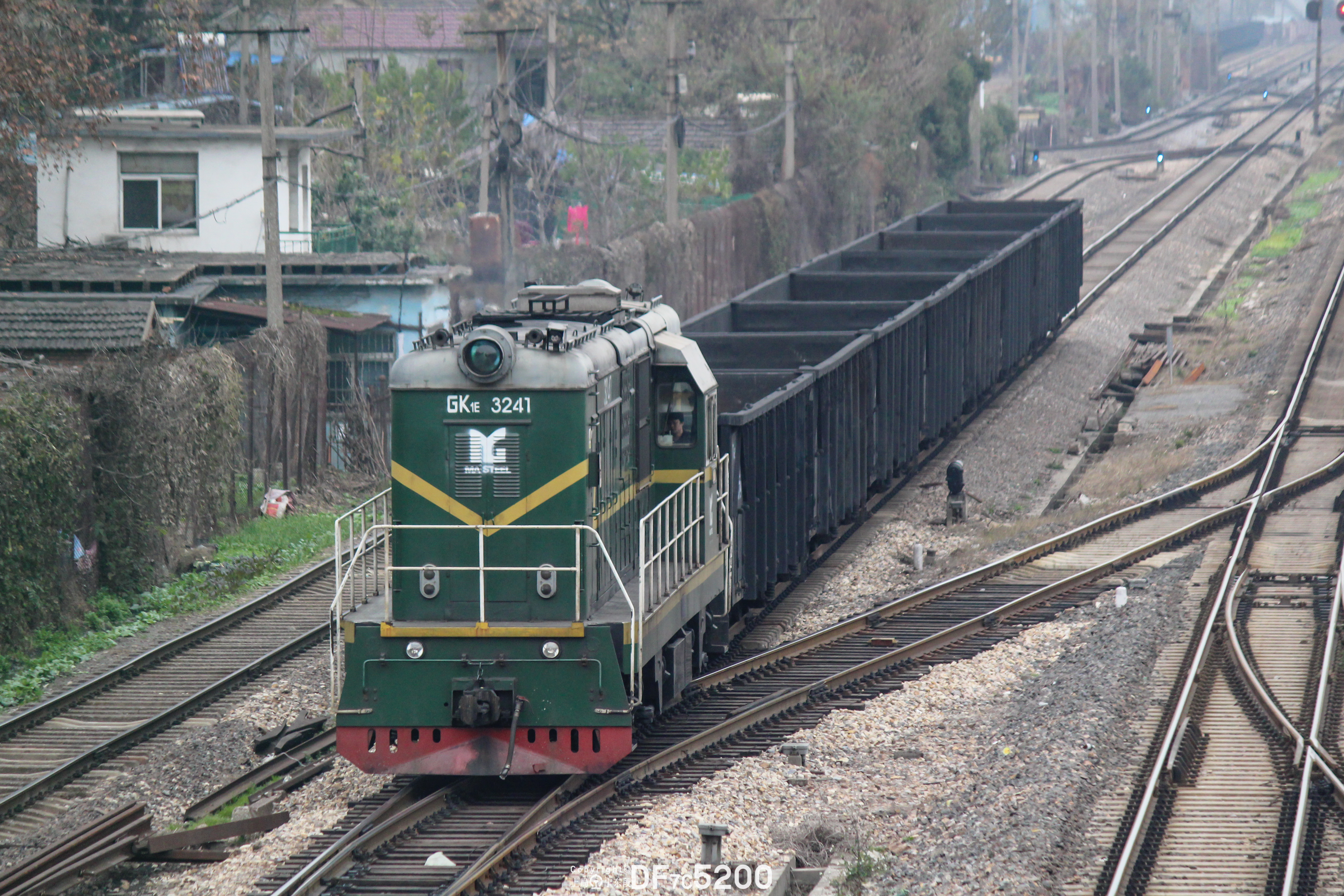
一台GK1E于马钢二铁北站

## 接驳交通

### 公交
| 火车站     | 火车站     | 火车站 | 火车站           | 火车站 |
| 编号       | 路线       | 路线   | 路线             | 备注   |
| ---------- | ---------- | ------ | ---------------- | ------ |
| 1          | 马鞍山东站 | ⇆      | 江边             |        |
| 3          | 火车站     | ⇆      | 向山             |        |
| 5          | 火车站     | ⇆      | 名士达公司       |        |
| 6          | 马鞍山东站 | ⇆      | 火车站           |        |
| 7          | 火车站     | ⇆      | 濮塘红色教育基地 |        |
| 10公交基团 | 火车站     | ↻      | 火车站           |        |
| 10公交基团 | 火车站     | ↺      | 火车站           |        |
| 10红旗桥   | 火车站     | ↻      | 火车站           |        |
| 10红旗桥   | 火车站     | ↺      | 火车站           |        |
| 20         | 首创水务   | ⇆      | 开发区管委会     |        |
| 20夜班     | 火车站     | ⇆      | 开发区管委会     |        |
| 28         | 火车站     | ⇆      | 梅山路           |        |
| 103        | 火车站     | ⇆      | 向山杜塘村       |        |
| 105        | 火车站     | ⇆      | 慈姥山庄         |        |
| 113        | 火车站     | ⇆      | 马鞍山理工学校   |        |
| 115        | 火车站     | ⇆      | 塘岔             |        |
| 125        | 火车站     | ⇆      | 天宝新材料集团   |        |
| 127        | 万达广场   | ⇆      | 工人电影院       |        |

。